# Paper Airplane
Paper Airplane – album studyjny Alison Krauss and Union Station. Wydawnictwo ukazało się 12 kwietnia 2011 roku nakładem wytwórni muzycznej Rounder Records. Płyta dotarła do 3. miejsca listy Billboard 200 w Stanach Zjednoczonych. Produkcja uplasowała się ponadto na 11. miejscu brytyjskiej listy przebojów gdzie uzyskała status srebrnej płyty.

## Lista utworów
Opracowano na podstawie materiału źródłowego.
1. "Paper Airplane" (Robert Lee Castleman) - 3:36
2. "Dust Bowl Children" (Peter Rowan) - 3:06
3. "Lie Awake" (Viktor Krauss, Angel Snow) - 3:55
4. "Lay My Burden Down" (Aoife O'Donovan) - 3:52
5. "My Love Follows You Where You Go" (Barry Dean, Lori McKenna, Liz Rose) - 4:03
6. "Dimming of the Day" (Richard Thompson) - 5:20
7. "On the Outside Looking In" (Tim O'Brien) - 3:35
8. "Miles to Go" (Barry Bales, Chris Stapleton) - 2:54
9. "Sinking Stone" (Jeremy Lister) - 4:42
10. "Bonita and Bill Butler" (Sidney Cox) - 4:03
11. "My Opening Farewell" (Jackson Browne) - 4:08